# Haliclona manglaris
Haliclona manglaris är en svampdjursart som beskrevs av Pedro M. Alcolado 1984. Haliclona manglaris ingår i släktet Haliclona och familjen Chalinidae.
Artens utbredningsområde är Karibiska havet. Inga underarter finns listade i Catalogue of Life.